# Mopar
Mopar este divizia de piese, service și asistență pentru clienți a fostei Chrysler Corporation, acum deținută de producătorul de automobile din Olanda Stellantis. Acesta servește ca vânzător principal de accesorii OEM pentru mărcile Stellantis sub marca Mopar. Numele este un portmanteau al cuvintelor "MOtor" și "PARts". „Mopar” este, de asemenea, folosit ca poreclă de către entuziaștii produselor construite de Chrysler pentru a se referi la orice produs construit de companie.

## linkuri externe
- Site web oficial